# Gerrit Kruize
Gerrit Kruize (Apeldoorn, 2 mei 1923 – Cary, North Carolina, 11 mei 2009) was een Nederlands-Amerikaans hockey-international. Zijn broer Roepie en zijn neven Hans Kruize, Hidde Kruize en Ties Kruize kwamen uit voor de Nederlandse hockeyploeg
Gerrit Kruize emigreerde naar de Verenigde Staten en werd lid van de Westchester Field Hockey Club. Nadat hij op 23 juni 1955 genaturaliseerd was, speelde hij in het Amerikaanse team op de Olympische Zomerspelen 1956 in Melbourne. In dat team zat nog een in 1955 genaturaliseerde Nederlander: Hidde Leegstra.